# Étang de Diane
L'étang de Diane ou étang de Diana est une lagune de Haute-Corse située au nord d'Aléria.

## Géographie
L'étang de Diane est le troisième de Corse par sa superficie (570 hectares), après l'étang de Biguglia (1 450 ha) et l'étang d'Urbino (790 ha). Sa profondeur moyenne est de 4 mètres pour une maximale de 11 mètres. Il est le plus profond de Corse.

### Situation

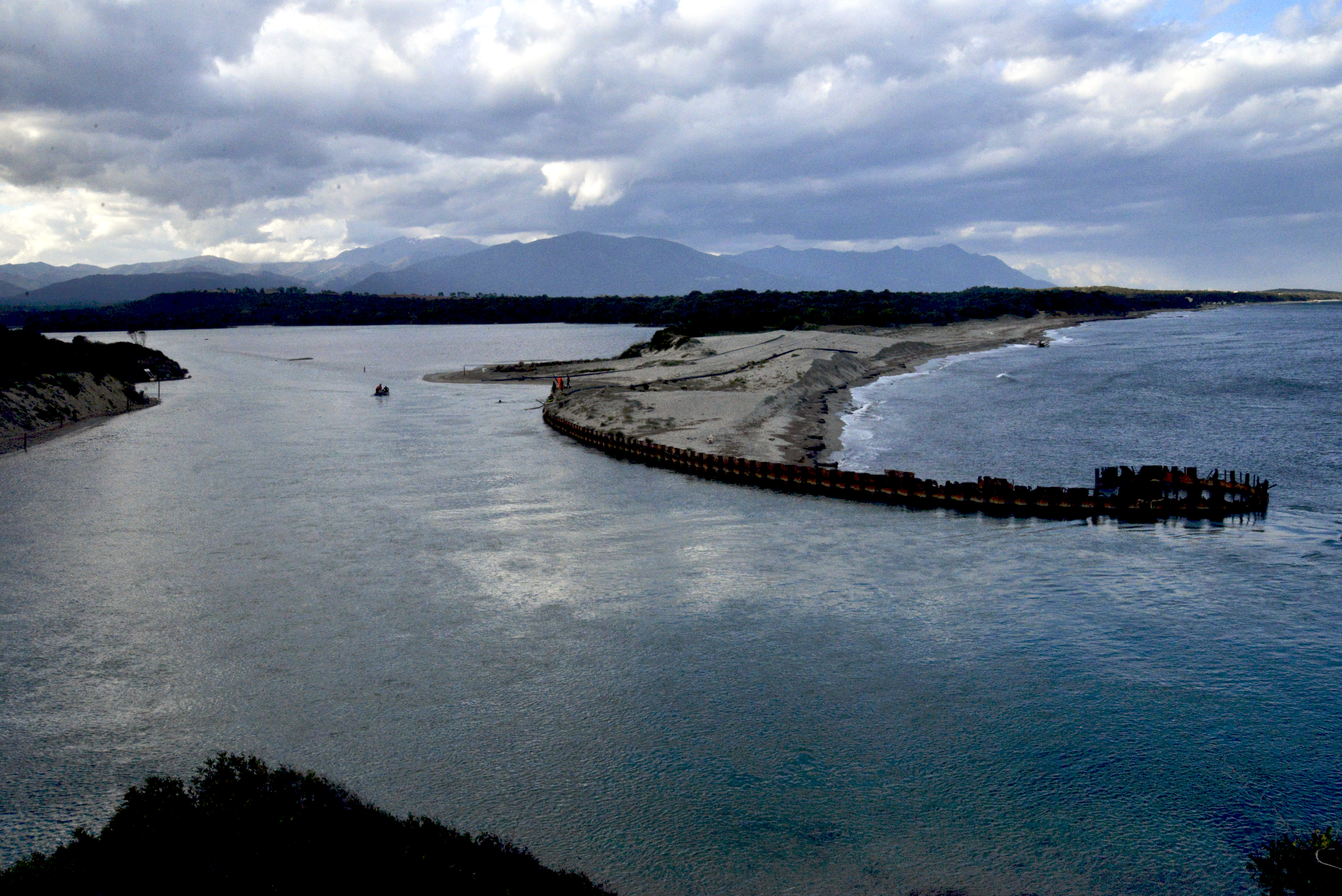
Grau de l'étang de Diane.

L'étang est « à cheval » sur les communes de Tallone au nord et d'Aléria au sud. Il est séparé de la mer Tyrrhénienne, au nord du grau, par un lido sableux qui est la plage de Tallone, et au sud, par une bande de terre appelée « Mare Stagno » de près de 1,2 km dans sa partie la plus large, sur trois kilomètres de long. Côté étang, Mare Stagno a une avancée de terre appelée cap Gros.

L'étang de Diana est situé entre l'étang de Terrenzana (127 ha acquis par le Conservatoire du littoral) au nord et le Tavignano au sud.
Son origine est tectonique, résultant d'un mouvement extensif ayant provoqué un bassin d'effondrement au sein des terrains sédimentaires miocènes.
Trois petits cours d'eau l'alimentent :
- le ruisseau d'Arena[2]. Long de 16,7 km, il est le plus important des trois. Il se jette dans l'étang à hauteur de l'île de Diana (Tallone). À l'approche de l'étang il conflue avec la basse de Pompugliani[3] en traversant la zone humide du marais de Pompugliani ;
- le ruisseau de Pietroni[4]. Long de 4,2 km, il marque la séparation entre les deux communes d'Aléria et de Tallone.
- le ruisseau de Ronsignese est le plus méridional de l'étang. Il est long de 8,3 km[5].

Sur la partie Tallone, se situe une zone habitée, le hameau de Terravecchia.

### Environnement

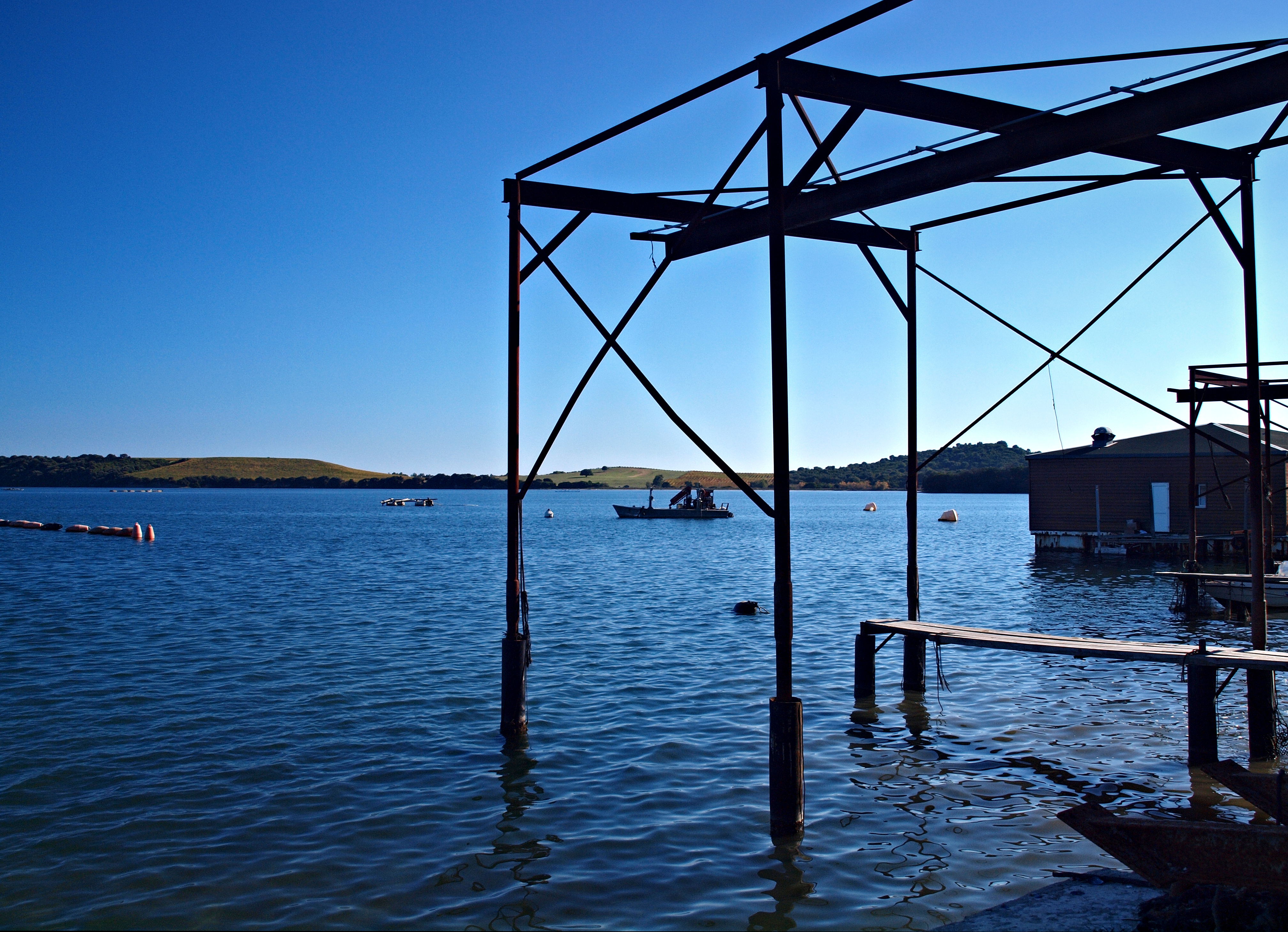
Une structure professionnelle de l'étang

Quoique son milieu soit écologiquement moyen, l'étang présente un grand intérêt écologique du fait de sa flore et sa faune remarquables. Son grau semi-naturel protégé au Nord de l'ensablement par un rideau de palplanches, est désensablé tous les ans, permettant ainsi un renouvellement des eaux de la lagune et les échanges juvéniles et adultes de poissons divers avec la mer ainsi que la création de frayères et de nourriceries. Il recèle des gisements naturels de coquillages (huître plate), des herbiers à Cymodoceas dominantes et zostères.
Sur les bords, le maquis méditerranéen est luxuriant. Le grau comporte une zone halophile à salicornes, et au débouché du ruisseau d'Arena, une vaste roselière avec des petites zones humides à phragmites, joncs et scirpes autres plantes des marais.

De nombreux invertébrés sont présents, dont la grande nacre qui est protégée nationalement. L'étang est riche de 34 espèces de poissons dont l'anguille qui est depuis longtemps pêchée et exportée en Italie.

La zone humide de l'étang abrite de nombreuses espèces d'oiseaux rares et menacés en Corse, en reproduction ou de passage tels les grands cormorans, mouettes, goélands, canards colverts, foulques.
L'étang est une lagune privée, propriété d'un groupement foncier agricole (GFA de l’Étang de Diana), exploitée par des aquaculteurs. Site classé, il bénéficie d'un périmètre de protection ZNIEFF terrestre et marin de type 1. Il jouxte la zone Natura 2000 du Grand Herbier de la côte orientale.

## Histoire

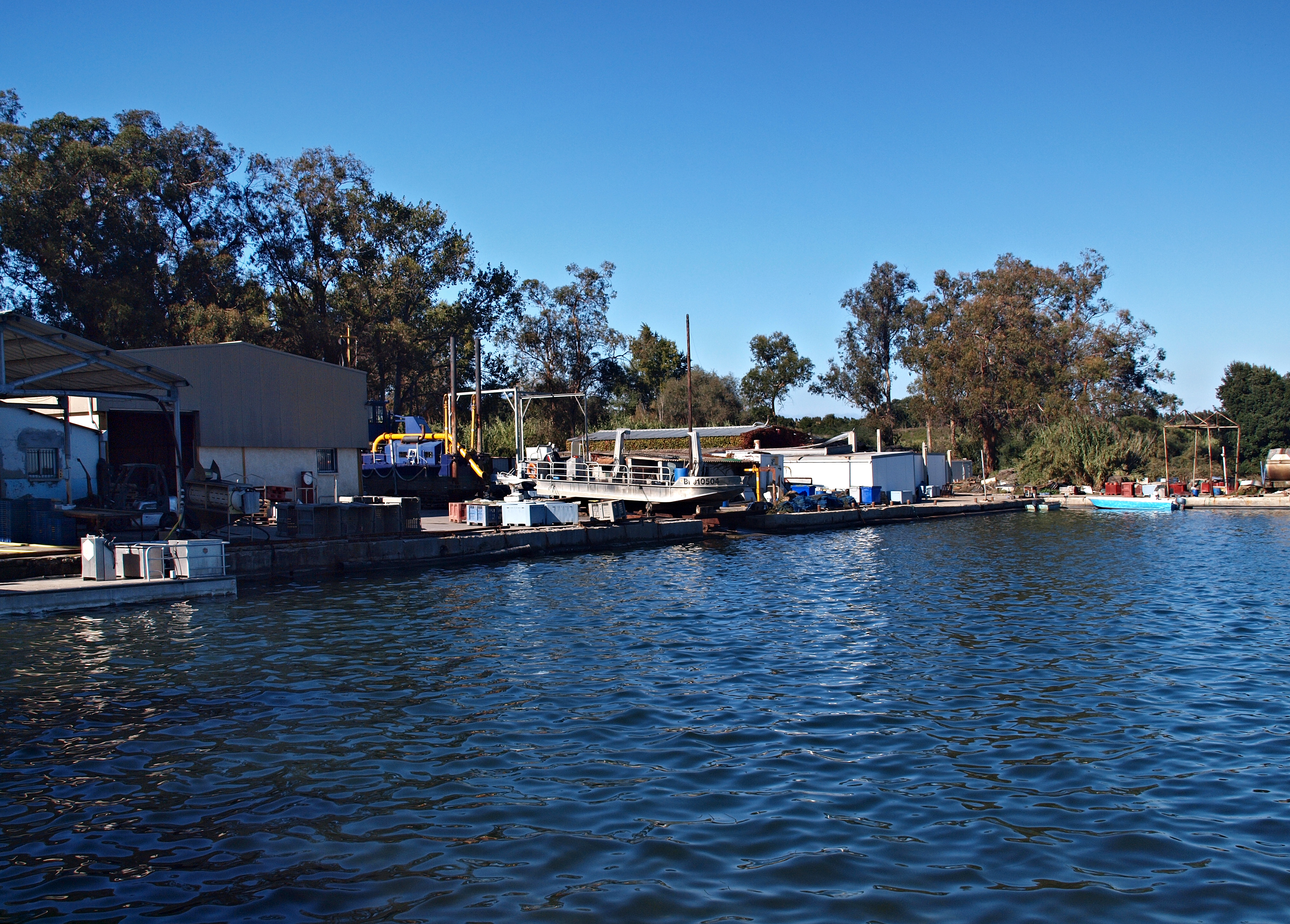
Autre structure professionnelle de l'étang

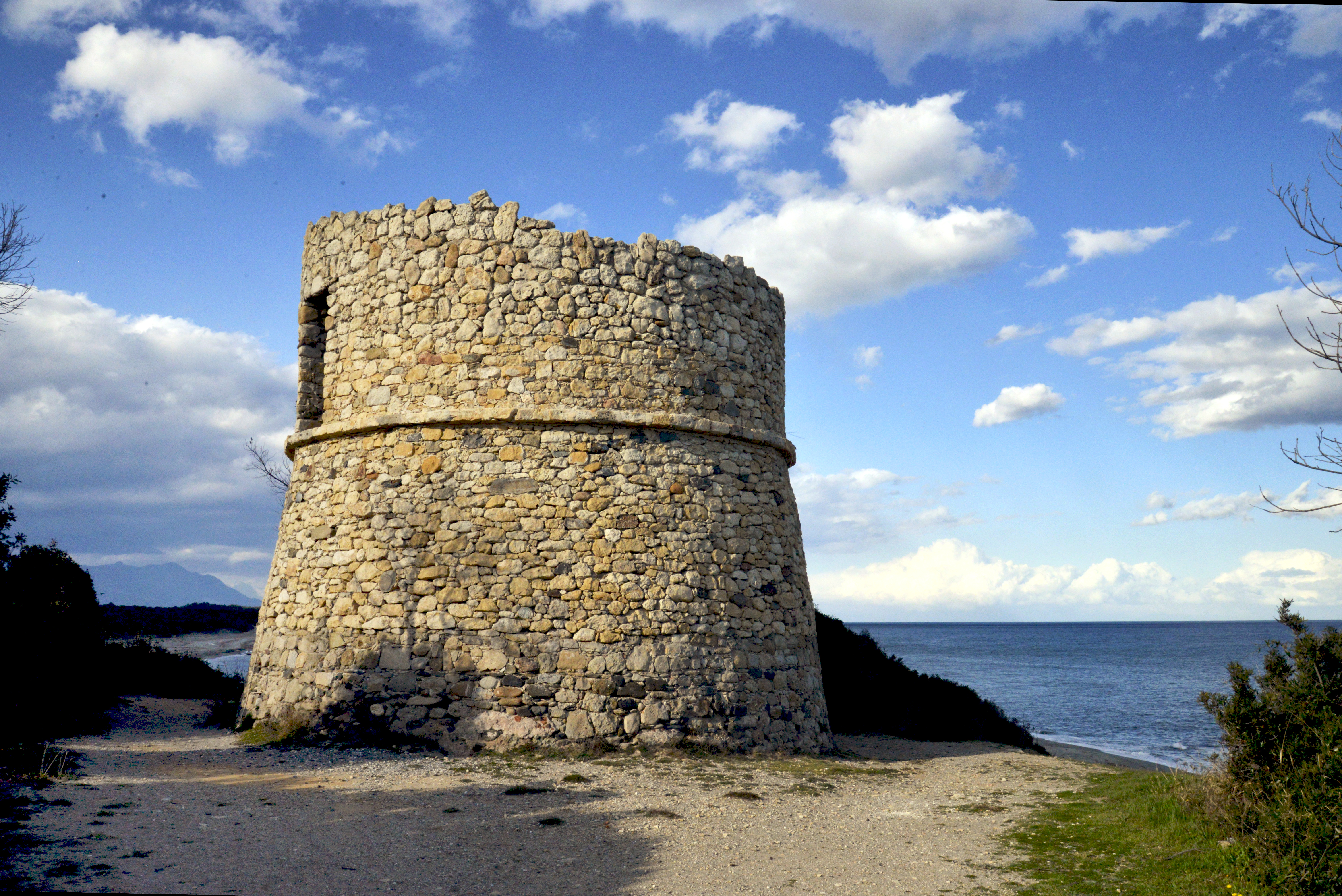
Tour de Diane

Aucune découverte archéologique ne permet de préciser le rôle de l'étang de Diana dans l'Antiquité, sur un territoire qui a vu passer les Grecs, les Étrusques, les Puniques et les Romains, ce qui n'empêche pas certains de supputer qu'« A quelques kilomètres d'Alalia, l'étang de Diane pouvait abriter une flotte de commerce et se prêter aux évolutions d'une flotte de guerre. Ainsi commençait à se dessiner un Empire grec dans la Méditerranée occidentale ».
À l’époque romaine l'étang de Diane était le « port de Diane. » Diana a pu servir à la flotte de Misène dont la base navale romaine était située près de Naples, mais on attend ici encore que l'archéologie apporte des éléments concrets pour le préciser.
« Bons cavaliers et bons fantassins, les Corses étaient aussi d'excellents marins. La flotte de Misène avait deux stations dans l'île, l'une à Aléria et l'autre à Mariana. Le commandement de la flottille était exercé par un triérarque des galères (Tacite, Histoires, L. II. c. 16.) ».
Les Romains appréciaient déjà les huîtres de l'étang, comme le prouvent les coquilles retrouvées en contexte stratigraphique sur l’îlot des pécheurs appelé Ile de Diana. Aleria envoyait en amphores des huîtres marinées aux sénateurs de Rome, laissant sur place les coquilles.
Au sud du grau se situe la tour génoise de Diane ruinée. Elle était censé protéger le passage du grau contre les pirates barbaresques aux XVIe et XVIIe siècles. À l'ouest de la tour est un îlot haut de 24 mètres, sur lequel avait été bâtie la chapelle Santa Maria dont il ne reste que des vestiges.
Au XVIIe siècle, l’évêque d’Aleria, Decio Giustiniani, cède, à titre d’emphythéose, l’étang de Diana au très-excellent J.B. Lasagna, seigneur génois comme l'atteste une plaque en marbre au dessus de la porte de la maison sur l’Ile de Diana. L’étang, qui fait partie du domaine de Vadina,  est cédé à la famille Veneroso, nobles génois. Au moment de l’annexion de la Corse par le Royaume de France, le domaine royal s’approprie en 1772 l’étang de Diana et doit le restituer en 1778 au marquis de Veneroso. Après la révolution de 1789, le marquis citoyen Veneroso vend l’étang de Diana et son île au citoyen Christophe Saliceti, ancien conventionnel, qui acquiert d’autres biens et étangs en Corse. En 1870, Madame Brigitte Piccioni, épouse du député Sampiero Gavini, acquiert ces propriétés auprès des quatre petites-filles héritières de Saliceti. Depuis cette date, l’étang est resté propriété indivise entre les héritiers de Madame Piccioni. En 1982, l’indivision devient le Groupement Foncier Agricole de l’Étang de Diana.
De nos jours, il est exploité par quatre structures professionnelles pour la pêche, la conchyliculture et l'aquaculture. La pêche traditionnelle toujours pratiquée, concerne l'anguille, le loup et le mulet. L'élevage des coquillages concerne les huîtres, palourdes et moules. Les parcs à huîtres sont « à cheval » sur les communes de Tallone et d'Aléria.

L’élevage de poissons : loups et dorades royales, a débuté en 1975 et a été abandonné en 2003.